# Plastteknologi
De mest kendte teknologier til fremstilling af emner i plast er sprøjtestøbning og ekstrudering. Af andre teknologier kan nævnes termoformning.
Sprøjtestøbning foregår i en sprøjtestøbemaskine med et værktøj (form). Værktøjet kan udskiftes alt efter hvilket emne der skal støbes. Råmaterialet (plastgranulat) plastificeres i cylinderen ved opvarmning og roterende bevægelse af snekken. Plasten sprøjtes ind i værktøjet ved at snekken bevæger sig frem. I værktøjet afkøles plasten og når plasten er stiv kan den afformes. Det sker ved at værktøjet åbnes og plastemnet udstødes. Herefter lukkes værktøjet igen og cyklussen gentager sig.
Ekstrudering er en kontinuerlig proces hvor resultatet kan være et rør, en slange eller lignende, som rulles op på en rulle. Ofte afkøles plasten i et vandbad efter det er kommet ud af ekstruderen.
Ved termoformning formes en plade over en skabelon.